# Zero Mostel

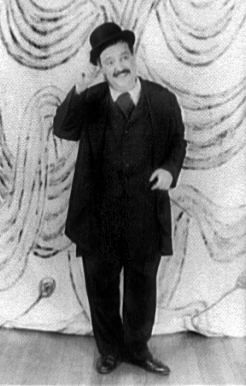
Zero Mostel (1958)

Samuel Joel „Zero“ Mostel (* 28. Februar 1915 in Brooklyn, New York City, New York; † 8. September 1977 in Philadelphia, Pennsylvania) war ein US-amerikanischer Schauspieler und Komiker.

## Leben
Samuel Joel Mostel wurde als Sohn der jüdischen Einwanderer Israel Mostel und Cina „Celia“ Druchs geboren. Er sprach deutsch, englisch, polnisch und jiddisch. Den Künstlernamen „Zero“ (‚Null‘) gab er sich zu Beginn seiner Karriere als Komiker, angeblich deswegen, weil seine Eltern ihm prophezeit hatten, dass er „nichts“ erreichen werde.
Mostel begann seine Karriere als Komiker in Nachtclubs und auf Kabarettbühnen. Sein Schauspieldebüt gab er 1943 im Filmmusical Du Barry Was a Lady. Während der McCarthy-Ära wurde er 1955 vor das Komitee für unamerikanische Umtriebe vorgeladen. Mostel weigerte sich vor dem Ausschuss sowohl sich selbst zu belasten wie auch andere zu denunzieren und berief sich dabei auf den 5. Zusatzartikel der Bill of Rights. Er wurde daraufhin auf die Schwarze Liste gesetzt und auch mit einem Berufsverbot belegt.
Für seine Rolle als Leopold Bloom in Ulysses in Nighttown, einer Bühnenadaption von James Joyce’ Ulysses, gewann er 1958 einen Obie Award. 1963 erhielt Mostel einen Tony Award für seine Darstellung des Sklaven Pseudolus in dem Musical Toll trieben es die alten Römer. Er spielte die Rolle ein weiteres Mal 1966 in der gleichnamigen Verfilmung des Regisseurs Richard Lester.
In der Uraufführung des Musicals Anatevka nach dem Roman Tewje, der Milchmann von Scholem Alejchem, die am 22. September 1964 Premiere hatte, spielte Mostel die Hauptrolle des Tevje. 1965 gewann er dafür einen weiteren Tony Award.
Im Jahr 1968 spielte er in Mel Brooks’ Filmregiedebüt Frühling für Hitler den Broadwayproduzenten Max Bialystok, wofür er 1969 in der Kategorie Bester Hauptdarsteller – Komödie oder Musical für einen Golden Globe nominiert wurde. 1976 trat er neben Woody Allen in dem Film Der Strohmann auf und verkörperte darin den Komiker Hecky Brown, der, so wie auch Mostel selbst, während der McCarthy-Ära entlassen und auf die „Schwarze Liste“ gesetzt wird. Für diese Rolle war Mostel für den BAFTA als bester Nebendarsteller nominiert.
Mostel starb 1977 an einem Aortenaneurysma. Er war in den Proben zu Arnold Weskers neuem Stück Der Kaufmann, einer modernen Version von Shakespeares Der Kaufmann von Venedig, in der er den Shylock spielen sollte.
Sein Sohn Josh Mostel ist ebenfalls Schauspieler.

## Filmografie (Auswahl)
- 1943: Du Barry Was a Lady
- 1950: Unter Geheimbefehl (Panic in the Streets)
- 1951: Der Tiger (The Enforcer)
- 1951: Sirocco – Zwischen Kairo und Damaskus (Sirocco)
- 1951: Mr. Belvederes zweite Jugend (Mr. Belvedere Rings the Bell)
- 1951: The Guy Who Came Back
- 1951: The Model and the Marriage Broker
- 1961: Warten auf Godot (Waiting for Godot)
- 1966: Toll trieben es die alten Römer (A Funny Thing Happened on the Way to the Forum)
- 1967: Children of the Exodus (Kurzfilm, Erzähler)
- 1968: Frühling für Hitler (The Producers)
- 1968: Die Große Katharina (Great Catherine)
- 1969: Hochwürden dreht sein größtes Ding (The Great Bank Robbery)
- 1970: Ein Engel namens Levin (The Angel Levine)
- 1972: Vier schräge Vögel (The Hot Rock)
- 1973: Marco
- 1974: Rhinoceros
- 1974: Tequila Sunrise (Once Upon a Scoundrel)
- 1975: Fore Play
- 1975: Reise in die Angst (Journey into Fear)
- 1976: Mastermind
- 1976: Der Strohmann (The Front)
- 1976: Hollywood on Trial (Dokumentarfilm)
- 1978: Watership Down (als Sprecher)
- 1979: Best Boy (Dokumentarfilm)